# Gräfenneuses
Gräfenneuses (fränkisch: Gräfanneusi) ist ein Gemeindeteil des Marktes Geiselwind im Landkreis Kitzingen (Unterfranken, Bayern). Die Gemarkung Gräfenneuses hat eine Fläche von 4,514 km². Sie ist in 330 Flurstücke aufgeteilt, die eine durchschnittliche Fläche von 13679,38 m² haben. In der Gemarkung befand sich das Dorf Crautzach. Ebenso wird die Wüstung Hertrichshausen in der Literatur im Siedlungsdreieck Wiesentheid, Obersambach und Gräfenneuses lokalisiert. Die Siedlung wurde wohl im 14. Jahrhundert verlassen.

## Geografische Lage
Das Dorf liegt in einer Rodungsinsel am Sandgraben, dem linken Oberlauf der Ebrach. Der Norden wird vom Ilmbacher Wald eingenommen, der Westen vom Obersambacher Wald. Die Staatsstraße 2260 führt nach Geiselwind (3,1 km südöstlich) bzw. nach Geesdorf (4,9 km westlich). Die Kreisstraße KT 48 führt nach Ebersbrunn (2,2 km nordöstlich). Eine Gemeindeverbindungsstraße führt nach Röhrensee (1 km südöstlich). Mit dem Dünenfeld nordöstlich von Gräfenneuses hat sich ein geschütztes Geotop in der Umgebung des Dorfes erhalten.

## Geschichte
Der Ortsname verweist auf die Fränkische Landnahme im 9. Jahrhundert. Wahrscheinlich war die Siedlung Sitz eines Grafen, der den fränkischen Vorstoß in die keltischen Stammesgebiete sichern sollte. Gräfenneuses war wichtig, um die Steigerwaldstufe zu überwinden. Das Grundwort -neuses leitet sich von den althochdeutschen Worten niuwi für neu und seʒ für Sitz ab. Dementsprechend war der Ort ein neuer Sitz eines Grafen.
Erstmals erwähnt wurde Gräfenneuses erst im Jahr 1317. Das Dorf war ein würzburgisches Lehen in den Händen des Friedrich II. zu Castell und wurde „Greuen nusezze“ genannt. Die Dorfherrschaft durch die Grafen ist ein Hinweis auf die Vergangenheit der Siedlung. Vermutlich saßen dort während der fränkischen Besiedlung die Mattonen als Edelfreie, die zu den kognatischen Ahnen der Grafen zu Castell zählen.
Kurze Zeit später, im Jahr 1326, hatte das Dorf den Besitzer gewechselt. Der Würzburger Bischof Wolfram Wolfskeel von Grumbach gewährte der Benediktinerabtei Münsterschwarzach einen Schutzbrief für die Klosterdörfer. Unter anderem tauchte in diesem Brief auch „Greven-Neusess“ auf. Allerdings wurde der Ort bereits 1376 wieder im Casteller Lehensbuch erwähnt. Unter anderem hatten die Grafen Güter an die  Herren von Vestenberg und Götz von Wipfeld verliehen.
Im Jahr 1441 verkaufte der Adelige Hans von Thüngfeld neben dem Schloss Ilmbach auch einige Güter in Gräfenneuses. Wahrscheinlich erhielt Balthasar Fere vom Berg das Dorf und konnte damit seine Klostergründung Ilmbach ausstatten. 1453 erhielten die Kartäuser das Dorf. Ein Jahr später waren wiederum die Herren von Vestenberg dort begütert. Diese verkauften ihre Güter ab 1472 weiter, bis der Ort an die Herren von Gnodstadt ging. 1504 war das Dorf herrschaftlich stark aufgeteilt.
Wiederum in den Besitz der Casteller Grafen kamen die Gehöfte in Gräfenneuses im Jahr 1533. 1573 erhielt der Ort eine Dorfordnung durch die Grafen zu Castell und die Kartause Ilmbach. Die wechselnden Dorfherren führten zu einer konfessionellen Spaltung der Bewohner, die sich auch in den Kapellen in Gräfenneuses niederschlug. 1589 teilten sich die Kartäuser und Graf Georg II. zu Castell die Dorfherrschaft. Gräfenneuses war der Zent Stadelschwarzach zugeordnet.
Mit dem 17. Jahrhundert kam eine Machtkonzentration. Im Jahr 1662 erhielt Graf Philipp Gottfried zu Castell-Rüdenhausen die Hochgerichtsbarkeit über das Dorf „Grauen Neüseß“ vom Hochstift Würzburg. Nun war der Ort ein fester Bestandteil der Grafschaft Castell. Um 1790 war das Dorf dem Amt Rüdenhausen in der Grafschaft zugeordnet.
Im Jahre 1806 kam Gräfenneuses zum Königreich Bayern. Im Rahmen des Gemeindeedikts (frühes 19. Jahrhundert) wurde der Steuerdistrikt Gräfenneuses gebildet. Zu diesem gehörten Dürrnbuch und Langenberg. Mit dem Zweiten Gemeindeedikt (1818) entstand die Ruralgemeinde Gräfenneuses ohne weitere Orte. Sie war in Verwaltung und Gerichtsbarkeit dem Herrschaftsgericht Burghaslach zugeordnet und in der Finanzverwaltung dem Rentamt Scheinfeld, nach dessen Auflösung im Jahr 1818 dem Rentamt Iphofen. 1852 kam Gräfenneuses an das Landgericht Scheinfeld. Für die Verwaltung war ab 1862 das Bezirksamt Scheinfeld zuständig (1939 in Landkreis Scheinfeld umbenannt) und für die Finanzverwaltung ab 1879 das Rentamt Markt Bibart (1919–1929: Finanzamt Markt Bibart, seit 1929: Finanzamt Kitzingen). Die Gerichtsbarkeit blieb bis 1879 beim Landgericht Scheinfeld, von 1880 bis 1973 war das Amtsgericht Scheinfeld zuständig, seitdem ist es das Amtsgericht Kitzingen. 1964 hatte die Gemeinde eine Gebietsfläche von 4,524 km². Am 1. Januar 1972 wurde Gräfenneuses im Zuge der Gebietsreform in Bayern nach Geiselwind eingemeindet.

### Einwohnerentwicklung
| Jahr      | 1818  | 1840   | 1852   | 1855   | 1861   | 1867   | 1871   | 1875   | 1880   | 1885   | 1890   | 1895   | 1900   | 1905   | 1910   | 1919   | 1925   | 1933   | 1939   | 1946   | 1950   | 1952   | 1961   | 1970   | 1987   | 2025  |
| Einwohner | 104   | 144    | 168    | 162    | 160    | 141    | 139    | 142    | 156    | 152    | 146    | 143    | 136    | 131    | 121    | 111    | 110    | 120    | 122    | 147    | 151    | 124    | 108    | 129    | 107    | 229   |
| Häuser    | 22    | 22     |        |        |        |        | 23     |        |        | 23     | 22     |        | 21     |        |        |        | 21     |        |        |        | 21     |        | 21     |        | 35     |       |
| Quelle    | [ 8 ] | [ 14 ] | [ 15 ] | [ 15 ] | [ 16 ] | [ 17 ] | [ 18 ] | [ 19 ] | [ 20 ] | [ 21 ] | [ 22 ] | [ 15 ] | [ 23 ] | [ 15 ] | [ 24 ] | [ 15 ] | [ 25 ] | [ 15 ] | [ 15 ] | [ 15 ] | [ 26 ] | [ 15 ] | [ 10 ] | [ 27 ] | [ 28 ] | [ 2 ] |

## Kultur und Sehenswürdigkeiten

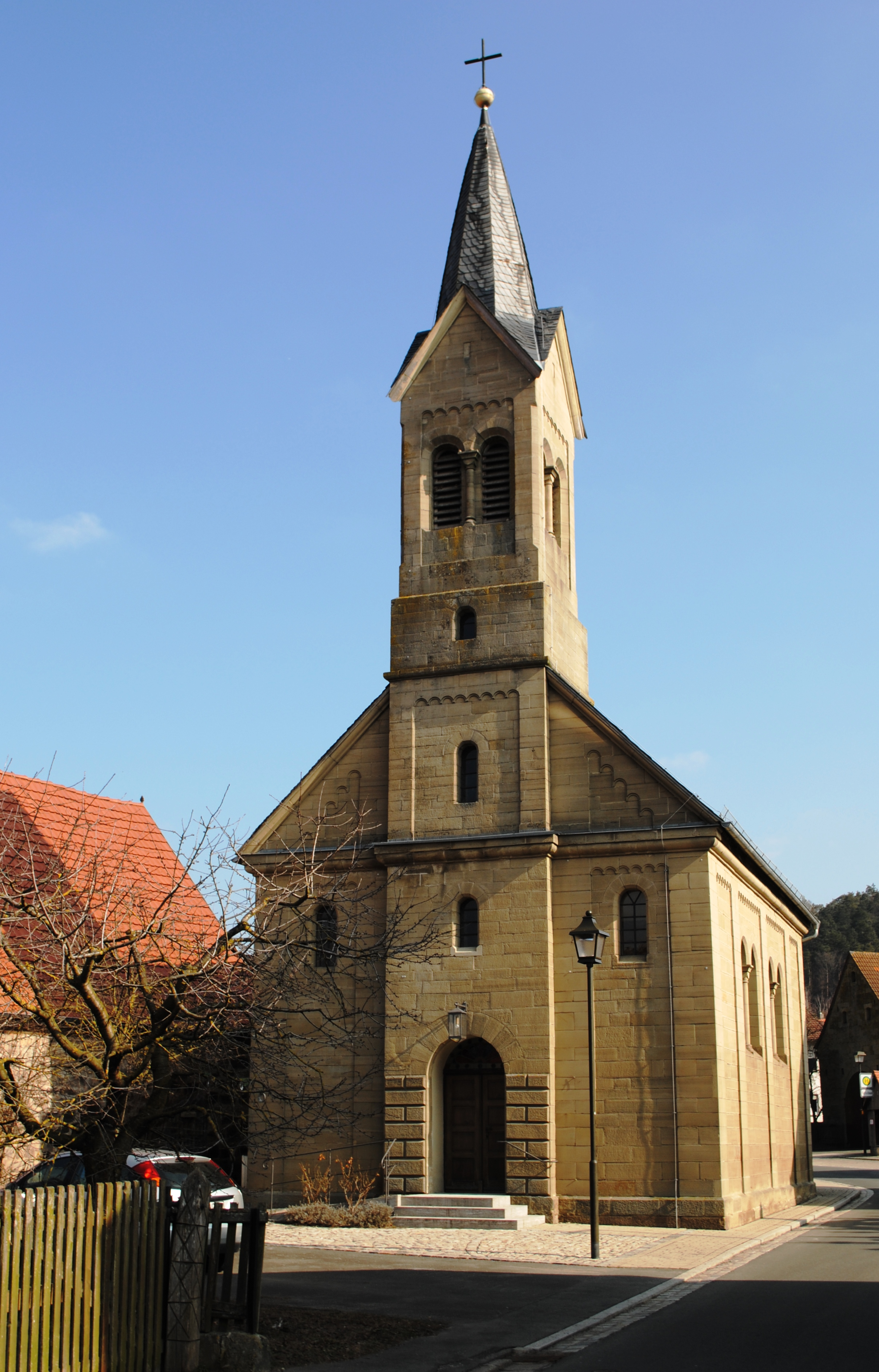
Die Kapelle der Heiligen Jungfrau Maria in Gräfenneuses

### Baudenkmäler
In Gräfenneuses gibt es neun Baudenkmäler, darunter
- die katholische Kapelle Beatae Mariae Virginis. Sie entstand im Stile der Neoromanik in den Jahren 1886 bis 1888 inmitten des Ortes. Außen sind die Steinquader gegliedert, innen überwiegt die schlichte Gestaltung. Die Figuren der Heiligen Heinrich und Kunigunde sind am Altar angebracht. Ein Kreuzweg im spätgotischen Stil mit 14 Stationen durchzieht das Gotteshaus. Im Friedhof befindet sich eine kleine evangelische Friedhofskapelle, die um 1850 entstand.
- Das ehemalige Gasthaus des Dorfes aus dem 18. Jahrhundert ist erhalten geblieben.
- Das alte Portal der Kartause Ilmbach wurde nach der Säkularisation von einem Gräfenneuseser Bauern gerettet und ziert nun seinen Hof.

### Sagen

#### Die Kreuzsteine
Früher standen an der sogenannten alten Straße zwischen Untersambach und Gräfenneuses zwei Kreuzsteine. Weitere zwei Steine mit Kreuzen kamen in der Nähe zutage, als man den Acker wendete. Der Grund für die Aufstellung war in der Bevölkerung vergessen. An dem Steinkreuz an der sogenannten Fuchswiese, unmittelbar nördlich des sogenannten Fuchsberges, fürchteten sich allerdings die Kinder, weil die Sage umging, dass es hier spuken soll.
Einmal wartete ein Jagdpächter aus Gräfenneuses auf die Treibjäger, die in den umliegenden Wäldern das Wild hetzten. Als er neben dem Steinkreuz verweilte, tauchte plötzlich ein „Ding“ auf ihn zugerollt. Als es den Pächter erreicht hatte, lachte das „Ding“ dreimal laut auf. Daraufhin verschwand es wieder. Der Jagdpächter aber floh schnell nach Hause und stellte sich fortan nie wieder in der Nähe der Kreuzsteine auf.

#### Der Fressaklingenpöpel
Ähnlich wie in Röhrensee existiert auch in Gräfenneuses eine Sage über den Fressaklingenpöpel. Zwischen Gräfenneuses, Röhrensee, Geiselwind, Füttersee, Kleinbirkach und Ebersbrunn ist ein Bergwald mit dem Namen Fressaklinge zu finden. Hier sind Schanzenreste der Kelten zu finden. Hier soll der sogenannte Fressaklingenpöpel sein Unwesen treiben. Er soll in der Nacht wie ein Kalb schreien. Insbesondere in den Nächten zum Sonntag und an Feiertagen hörten die Bewohner von Gräfenneuses sein Geschrei. Auch in Röhrensee war er zu hören.

#### Der Weihkellerrangen
An der alten Straße zwischen Gräfenneuses und Rehweiler liegt die Waldabteilung Weihkellerrangen, die heute von der Autobahn durchschnitten wird. In Gräfenneuses ist von diesem Wald überliefert, dass hier zu gewissen Zeiten ein Trompeter sein Unwesen trieb. Zwar hatte ihn nie jemand zu Gesicht bekommen, allerdings hörte man in Gräfenneuses den Klang seines Instruments immer wieder. Am Weihkellerrangen soll sich außerdem ein hohler Raum befinden, auf den ein Maurer eines Tages stieß.

## Bildung
Gräfenneuses liegt heute im Sprengel der Drei-Franken-Grundschule im Hauptort Geiselwind. Ab der 5. Klasse besuchen die Kinder die Nikolaus-Fey-Mittelschule in Wiesentheid. Weiterführende Schulen können mit der Mädchenrealschule in Volkach, der Realschule in Ebrach und mit der Realschule in Dettelbach besucht werden. Gymnasien gibt es in Münsterschwarzach (Egbert-Gymnasium), Volkach-Gaibach (Franken-Landschulheim Schloss Gaibach), Wiesentheid (Steigerwald-Landschulheim) und Kitzingen (Armin-Knab-Gymnasium). Bereits in Mittelfranken liegt das Gymnasium Scheinfeld.

## Religion
Gräfenneuses ist seit der Reformation gemischt konfessionell. Die Katholiken sind nach St. Burkard (Geiselwind) gepfarrt, die Protestanten nach Rehweiler.